# Telepes növények
A telepes növények (Thallophyta) a régebbi növényrendszertani osztályozásokban a növények (Plantae) egyik fő csoportját alkották: Egyrészt azokat a többsejtű növényeket sorolták ide, amelyeknek nincs szövete vagy csak álszövete alakult ki, másrészt számos egysejtű növénytörzset (például Euglenophyta, Chrysophyta, Pyrrophyta, néhány Chlorophyta), a zuzmókat, illetve az algák, baktériumok és gombák számos faját. Nem sorolták ide a mohákat (Bryophyta), amelyek mintegy átmenetet képeznek a teleptestű és a szövetes növények (Tracheophyta) között.

## Jellemzőik
Közös jellemzőjük, hogy testük ún. teleptest (thallussos) (kivétel a néhány idesorolt egysejtű növénytörzs, melyeknek testét egy sejt alkotja). A teleptest úgy alakul ki, hogy az sejtosztódás során a létrejövő új sejtek nem válnak szét, hanem együtt maradva, telepet hoznak létre. E teleptest sejtjei között még nincs munkamegosztás: minden sejt külön-külön végzi ugyanazokat a feladatokat. Ezek a sejttársulások még semmiképpen sem nevezhetők szöveteknek.
Néhány moszatcsoportnál alakul csak ki ún. álszövet (csillárkamoszatok – Charophyceae, barnamoszatok – Phaeophyta, vörösmoszatok – Rhodophyta). Az álszövetes moszatok testében már megfigyelhetők bizonyos feladatokra funkcionálódó sejttársulások, és testükön bizonyos szervszerű tagolódás látszik. Levél- és szárszerű képleteiken kezdetleges epidermiszsejtek találhatók. Az anyagszállítást már bizonyos hosszúra nyúlt parenchimasejtek végzik. Gyökérszerű képletük elsődleges feladata a rögzítés.
Ivarosan és ivartalanul is képesek szaporodni. Az ivartalan szaporodásának osztódás (egysejtűek) vagy telepdarabolódás. Nemzedékváltakozás csak a fejlettebb csoportoknál van meg (Charophyceae, Phaeophyta, Rhodophyta).
Rendszerezésük sokat változott az idők folyamán.

## Rendszerezés
A linnéi rendszerben az összes virágtalan növényt egy csoportba (osztályba) vonta össze. Később, az első természetes rendszerek (XIX. század második fele) sem foglalkoztak velük sokat, esetleg megkülönböztették a baktériumokat, a moszatokat (algákat) és a gombákat. Először Endlicher bontja fel a telepes növények osztályát három alosztályra: moszatok, gombák, zuzmók. Engler rendszerében azonban már 12 törzsre osztja a teleptestű növényeket (ekkor még a baktériumok, kékmoszatok és a gombák is a rendszerben vannak). A legnagyobb magyar növényrendszerező és -társuláskutató, Soó Rezső rendszerében 11 telepes törzs szerepel.
Bár eredetileg a baktériumok és gombák jelentős részét és a zuzmókat is a telepes növények közé sorolták, később ezeket már a hagyományos rendszerek sem tárgyalták a növények országán belül. Ettől kezdve a telepes növényeket általában 6 törzsre osztották.
A telepes növények osztályozása Hortobágyi Tibor rendszere szerint:
- Ország: Növények (Plantae)
  - Tagozat: Telepes növények (Thallophyta)
    - Törzs: Ostorosmoszatok (Euglenophyta)
    - Törzs: Sárgásmoszatok (Chrysophyta)
    - Törzs: Barázdásmoszatok (Pyrrophyta)
    - Törzs: Zöldmoszatok (Chlorophyta)
      - Osztály: Valódi zöldmoszatok (Chlorophytopsida)
      - Osztály: Járommoszatok (Conjugatopsida)
      - Osztály: Csillárkamoszatok (Charophyceae)

    - Törzs: Barnamoszatok (Phaeophyta)
      - Osztály: Isogeneratopsida
      - Osztály: Heterogeneratopsida
      - Osztály: Fucalopsida

    - Törzs: Vörösmoszatok (Rhodophyta)
      - Osztály: Bangiopsida
      - Osztály: Floridopsida